# Падурени (Падурени)
Падурени (рум. Pădureni) насеље је у Румунији у округу Тимиш у општини Падурени. Oпштина се налази на надморској висини од 83 m.

## Прошлост
По "Румунској енциклопедији" место се помиње 1332. године као "Легвид". Године 1761. налази се село "Лигед", са 312 домова. Данашње име "Падурени" добија 1964. године.
Лигет је 1764. године био православна парохија у Чаковачком протопрезвирату, Темишварске жупаније.
Аустријски царски ревизор Ерлер је 1774. године констатовао да Лигет припада Чаковачком округу и дистрикту. Ту се налази подуправни подуред, а становништво је претежно влашко. Када је 1797. године пописан православни клир у месту "Лигед" била су три свештеника. Двојица су говорила само румунским језиком - пароси поп Марко Терегуц (рукоп. 1764) и поп Теодор Исаков (1788). Само је парох, поп Јован Поповић (1787) говорио српским и румунским језиком.
Године 1846. "Лигет" је велико насеље са 2184 становника. Православно парохијско звање је основано и матице се воде од 1779. године. Православни храм посвећен је Св. јеванђелисти Јовану, а свештеници при њој су: пароси, поп Грегорије Мурару и поп Павел Јовановић, док је капелан Јосиф Мурару. У народној основној школи ради учитељ Јосиф Капрарју који 1846/1847. године има 30 ђака.

## Становништво
Према подацима из 2002. године у насељу је живело 1623 становника.

### Попис2002.
| Расподела становништва по националности 2002.‍ | Расподела становништва по националности 2002.‍ | Расподела становништва по националности 2002.‍ | Расподела становништва по националности 2002.‍ | Расподела становништва по националности 2002.‍ |
| --------------------------------------------- | --------------------------------------------- | --------------------------------------------- | --------------------------------------------- | --------------------------------------------- |
|                                               |                                               |                                               |                                               |                                               |
| Румуни                                        | Румуни                                        |                                               | 1.439                                         | 89,2%                                         |
| Мађари                                        | Мађари                                        |                                               | 11                                            | 0,7%                                          |
| Роми                                          | Роми                                          |                                               | 164                                           | 10,2%                                         |